# Vermenton
Vermenton là một xã của Pháp,tọa lạc ở tỉnh Yonne trong vùng Bourgogne.
Người dân ở đây trong tiếng Pháp gọi là Vermentonnais et les Vermentonnaises.

## Hành chính
| Giai đoạn                       | Tên                | Đảngi | Tư cách |
| ------------------------------- | ------------------ | ----- | ------- |
| 2008 2014                       | Yves Depouhon      |       |         |
| 2002 2008                       | Christian Dereims  |       |         |
| 1989 2002                       | Jean-Marie Rolland | UMP   |         |
| Các dữ liệu trước đây không rõ. |                    |       |         |

## Thông tin nhân khẩu
| 1793 | 1800 | 1806 | 1821 | 1831 | 1836 | 1841 | 1846 | 1851 |
| ---- | ---- | ---- | ---- | ---- | ---- | ---- | ---- | ---- |
| 2316 | 2634 | 2546 | 2665 | 2830 | 2726 | 2616 | 2557 | 2714 |

| 1856 | 1861 | 1866 | 1872 | 1876 | 1881 | 1886 | 1891 | 1896 |
| ---- | ---- | ---- | ---- | ---- | ---- | ---- | ---- | ---- |
| 2316 | 2509 | 2508 | 2332 | 2233 | 2215 | 2240 | 2149 | 2145 |

| 1901 | 1906 | 1911 | 1921 | 1926 | 1931 | 1936 | 1946 | 1954 |
| ---- | ---- | ---- | ---- | ---- | ---- | ---- | ---- | ---- |
| 1951 | 1842 | 1746 | 1559 | 1612 | 1579 | 1356 | 1359 | 1430 |

| 1962                                         | 1968 | 1975 | 1982 | 1990 | 1999 | 2007 | - | - |
| -------------------------------------------- | ---- | ---- | ---- | ---- | ---- | ---- | - | - |
| 1391                                         | 1319 | 1261 | 1166 | 1105 | 1199 | -    | - | - |
| Số liệu kể từ 1962 : dân số không tính trùng |      |      |      |      |      |      |   |   |